# Chronologie des faits économiques et sociaux dans les années 1330
Chronologie de l'économie
Années 1320 - Années 1330 - Années 1340

## Événements
- 1331 et 1343 : ordonnances instituant le monopole et un impôt sur le sel en France[1].
- 1333 : en Asie centrale, les grands marchés qui sillonnent la route des Indes entrent en décadence. Selon Ibn Battûta qui visite la région en 1333, Kaboul et Ghaznî sont en ruine et les Afghans sont des bandits de grand chemin[2]. Le marché de Tabriz s’appauvrit et les routes qui en partent vers Trébizonde, Sivas où Lajazzo n’offrent plus aucune sécurité.

- 1335-1345 : crises financières et monétaires en France[3]. Début d'une phase de hausse générale des prix (vers 1335-1375)[4].

- 1335-1347 : série de disettes en Languedoc[5].
- 1335-1343 : La Pratica della Mercatura, manuel de commerce réalisé par Pegolotti, un des facteurs des Bardi de Florence[6].2008